# Максим IV Цариградски
Максим IV Цариградски (грч. Μάξιμος), раније познат као Манас (Μανασσῆς), био је православни хришћански монах и епископ и васељенски патријарх Цариграда од 1491. до 1497. године.

## Живот
Био је игуман манастира Ватопед на Светој Гори пре него што га је Симеон I Цариградски именовао за митрополита Сера, којим је управљао под црквеним именом Манасије.
У првим месецима 1491. године, изабран је за цариградског патријарха уз подршку светогорских монаха.  По избору, променио је име у Максим, што је невиђен случај у историји Васељенске патријаршије јер се обично монашко име задржава током целе црквене каријере. Као патријарх, бранио је права православних хришћана који су живели на територијама под Млетачком републиком.
Током његове владавине појавиле су се неке трачеве о њему, које извори не прецизирају, што је довело до његовог свргавања почетком 1497.
Након оставке, остао је активно укључен у црквена питања, чак је ковао заверу против свог наследника Нифонта II Цариградског, све док није био приморан да се повуче у манастир Ватопед, где је и умро непознатог датума.